# Немирская, Малгожата
Малгожата Вишневска-Немирска (пол. Małgorzata Wiśniewska-Niemirska; 16 июня 1947 года, Варшава) — польская актриса кино и театра. На постсоветском пространстве известна в первую очередь ролью сержанта Лидки Вишневской в телевизионном сериале «Четыре танкиста и собака».

## Биография
В 1969 году окончила Академию драматического искусства. Выступала в театрах Варшавы: Драматическом (1969—1982 годах, а также в настоящее время) и Студио (с 1983 года). Популярность пришла уже в 20 лет, когда она исполнила одну из главных женских ролей в сериале «Четыре танкиста и собака», который сделал культовым каждого из своих персонажей.
За плодотворную общественную деятельность и за высокие достижения в искусстве награждена бронзовым Крестом Заслуги, а также наградой социалистического союза молодёжи Польши бронзовым Крестом Яна Красицкого.
Сестра актрисы Эвы Вишневской. Жена (с 2009 года — вдова) актёра Марека Вальчевского.

### Избранная фильмография
| Год  |    | Русское название           | Оригинальное название               | Роль              |
| ---- | -- | -------------------------- | ----------------------------------- | ----------------- |
| 1965 | ф  | Влюбленный «Пингвин»       | Pingwin                             | Юлита             |
| 1966 | тф | Четыре танкиста и собака   | Czterej pancerni i pies             | Лидка Вишневская  |
| 1971 | ф  | Счастливого пути, любимая! | Szerokiej drogi, kochanie           | медсестра Зузанна |
| 1977 | ф  | Индекс                     | Indeks. Życie i twórczość Józefa M. | Анна              |
| 1980 | ф  | Встреча в Атлантике        | Spotkanie na Atlantyku              | Ирен              |
| 1990 | ф  | Сейшелы                    | Seszele                             | примадонна        |
| 1995 | ф  | Молодые волки              | Młode wilki                         | жена Кухарского   |
| 1999 | тф | В добре и в зле            | Na dobre i na złe                   | Слодка            |
| 2003 | ф  | Так или нет?               | Tak czy nie?                        | София Стрежельчик |
| 2009 | ф  | Танцоры                    | Tancerze                            | Хелена            |